# Cargo-Kult
Ein Cargo-Kult (auch Cargokult) ist eine millenaristische, politische, religiöse Bewegung aus Melanesien. Die Gläubigen leben in der Erwartung der durch symbolische Ersatzhandlungen herbeigeführten Wiederkehr der Ahnen, die westliche Waren mit sich bringen sollen. Es gab und gibt verschiedene Cargo-Kulte.

## Entstehung
Der Kult hat seine Wurzeln in der Begegnung von Melanesiern mit Europäern, die neuartiges und vermeintlich wundertätiges Frachtgut (englisch cargo) in ehemals isolierte melanesische Kulturen brachten, und ist als Reaktion auf die teilweise radikalen sozialen Veränderungen durch Missionierung und Kolonialherrschaft zu betrachten. Beobachtet und dokumentiert wurde das Auftreten erstmals Ende des 19. Jahrhunderts. Besonders während des Zweiten Weltkriegs und danach erfuhr dieses Phänomen eine starke Verbreitung in Neuguinea. Nachdem die Europäer anfänglich für die Ahnen selbst gehalten wurden, erkannte die indigene Bevölkerung rasch, dass es normale Menschen waren, die aber viel reicher waren als sie selbst. Sie schlossen, dass dieser Reichtum (der cargo) von den Europäern aus dem Land der Ahnen gestohlen wurde, die aber zurückkommen würden, um sich zu rächen und den cargo  (Feuerwaffen, Autos, Flugzeuge usw.) den Indigenen zu übergeben. Zur Vorbereitung dieses Ereignisses errichteten sie Nachbauten von Hafenanlagen, Flugplätzen oder Funkmasten und zerstörten teilweise ihre Häuser und Pflanzungen.
Die Vielfalt der Bewegungen und Erscheinungsformen hat ein einheitliches Bild verhindert. Oft handelt es sich um eine Mischung christlichen und nichtchristlichen Gedankengutes. Der Begriff Cargo-Kult ist demnach ein im Nachhinein verallgemeinernder Begriff und keine eigenständige Bewegung. Er wurde lange als typisch melanesisches Phänomen betrachtet, doch nach neueren Forschungen kamen Cargo-Kulte schon zu früheren Zeiten und auch in Afrika, Europa, Nord- und Südamerika, China und Japan vor.

### 19. und frühes 20. Jahrhundert
Frühe Formen des Millenarismus in Melanesien sind:
- Mansren-Koreri-Bewegung, war der erste Cargo-Kult im melanesischen Raum und stützte sich auf die Schöpfungsgeschichte des Mansren-Kultes
- Tuka-Kult, bildete sich Ende des 19. Jahrhunderts unter der Führung von Ndugumoi.
- Luveniwai-Bewegung (Luve-ni-vai, englisch Water Babies), ebenfalls Ende des 19. Jahrhunderts, zog vor allem junge Männer an, die sich organisierten, um gegen die europäische Herrschaft vorzugehen.
- Baigona-Kult, um 1912 gibt es über die Bewegung unter der Führung von Maine erste Berichte. Der Bagonai-Kult konzentrierte sich vor allem auf magisch-medizinische Aspekte.
- Taro-Kult, beschrieben ab 1919
- Vailala-Kult, beschrieben ab 1919[3]
- Yali-Bewegung, die ab 1939 ins Leben gerufen wurde, angeführt von Yali Singina

Millenarismus ist hierbei lediglich verstanden als das Kommen einer Epoche übernatürlicher Glückseligkeit. Die Einschränkung, dass diese Epoche genau 1000 Jahre dauern soll, stellte eher einen christlich-missionarischen Eintrag in bestehende Kulte und Vorstellungen dar und wurde kaum übernommen.
Den Kulten ist der Glaube an den kurz bevorstehenden oder in weiter Ferne liegenden Weltuntergang gemein. Danach sollen die Ahnen wiederkehren und all die Güter, nach denen der Mensch verlangt, mit sich bringen. Neben Vorbereitungen auf diesen Moment, z. B. das Anlegen von Vorratshäusern, kann dies auch zu Reaktionen wie dem Verzehr aller Nahrungsmittel führen. Die Kulte bildeten eine Möglichkeit der geistigen und sozialen Selbstbestimmung gegenüber der christlichen Missionierung, die ab Mitte des 19. Jahrhunderts stattfand, und der britischen Kolonialherrschaft. Die Kulte hatten neben mythischen, christlichen und apokalyptischen auch rebellische Züge, die Menschen unter dem Schutz der „Religion“ organisierte, um sich gegen die Fremdherrschaft aufzulehnen.
Als die koloniale Ausbeutung des Bodens und der Bewohner durch europäische Unternehmen begonnen hatte, konnten viele Indigene nichts mit den mitgebrachten Technologien und Werkzeugen, z. B. für die Verarbeitung von Tonnen von Kopra, anfangen. Woher die neuen Dinge stammten, konnten sie sich nicht erklären und schrieben ihnen eine göttliche Herkunft zu.

### Amerikanische Besetzung
Das Kriegsmaterial, das während des Zweiten Weltkrieges massenhaft von der US-Armee auf diese Inseln abgeworfen wurde (Fertigkleidung, Konservennahrung, Zelte, Waffen und andere Ware), brachte drastische Änderungen des Lebensstils der Inselbewohner mit sich: Sowohl die Soldaten als auch die Einheimischen, die sie beherbergten, wurden mit Materialmengen regelrecht überschüttet.
Oft wurden dafür eigene Wohnstätten und Nahrungsvorräte vernichtet und Landepisten und Flugplätze im Dschungel für die erwarteten Frachtflugzeuge gerodet. So wurde etwa Hollandia (heute Jayapura) zu einer großen Marinebasis ausgebaut, wo 1944 ca. 400.000 US-amerikanische Soldaten stationiert wurden. Die Nachwirkungen dieser Invasion auf die indigene Bevölkerung spiegelte sich in der Nachkriegszeit im Bau zahlreicher „Cargo-Häuser“ wider.
Mit dem Kriegsende wurden die Flughäfen verlassen und kein neuer „Cargo“ wurde mehr abgeworfen. Darum bemüht, weiter Cargo per Fallschirm oder Landung zu Wasser zu erhalten, imitierten Kultanhänger die Praxis, die sie bei den Soldaten, Seeleuten und Fliegern gesehen hatten. Sie schnitzten Kopfhörer aus Holz und trugen sie, als würden sie im Flughafentower sitzen. Sie positionierten sich auf den Landebahnen und imitierten die wellenartigen Landungssignale. Sie entzündeten Signalfeuer und -fackeln an den Landebahnen und Leuchttürmen.
Die Kultausübenden nahmen an, die Ausländer verfügten über einen besonderen Kontakt zu den Ahnen, die ihnen als die einzigen Wesen mit der Macht erschienen, solche Reichtümer auszuschütten. Die Nachahmung der Ausländer verband sich mit der Hoffnung, auch den Einheimischen möge ein solcher Brückenschlag gelingen.
In einer Art sympathetischer Magie bauten sie zum Beispiel Flugzeugmodelle in Originalgröße aus Stroh oder schufen Anlagen, die den militärischen Landebahnen nachempfunden waren, in der Hoffnung, neue Flugzeuge anzuziehen.
Die Konfrontation mit den vom traditionellen Leben so unterschiedlichen europäischen Gütern führte oft zu einem Zusammenbruch des ganzen Wertesystems der indigenen Völker und zu einer Neuformung der sozialen Strukturen, in der Hoffnung, das Paradies und die Erlösung im Diesseits zu erreichen.
Die westlichen Menschen führten aus, Reichtum entstehe aus Arbeit und komme auf die Inseln, wenn die Bewohner nur hart genug arbeiteten. Die Kultausübenden beobachteten jedoch, dass die Inselbewohner in den Missionen und den Lagern die härteste Arbeit erledigen mussten, aber den geringsten Teil der Waren erhielten. Westliche Versuche, den Cargo-Kult zu untergraben, indem Führern die Produktion der Güter in Fabriken vorgeführt wurde, scheiterten aus denselben Gründen, da auch hier klar zu erkennen war, dass die Oberschicht der Gesellschaft keineswegs identisch mit den hart Arbeitenden in den Fabriken war.

## Heutige Situation
Heute sind Cargo-Kulte in Melanesien mehr ein in bestimmten Abständen wieder zu beobachtendes Phänomen als ein dauerhaft religiöser Kult. Wenn Cargo-Kulte auftreten, haben sie oft in kurzer Zeit viele Anhänger, ebben aber nach einiger Zeit wieder ab.
Als langlebige Variante hat sich dagegen die John-Frum-Bewegung auf Tanna (Vanuatu) erwiesen, welche sich 1957 als Religionsgemeinschaft formell konstituierte. Sie verfügt über eine beständige Gemeinde von Anhängern (ca. 20 % der dortigen Bevölkerung) und weist starke Parallelen zum Christentum auf. Dies drückt sich unter anderem in der Verehrung eines roten Kreuzes in einem an christlichen Vorbildern angelehnten Kirchenbau aus. Zudem existieren in ihr messianische Vorstellungen über „John Frum“, der eines Tages aus einem Krater hervorkommen und seine Anhänger in eine glückliche Zukunft führen werde und dessen Feiertag, der John Frum Day, alljährlich am 15. Februar gefeiert wird.
Von der John-Frum-Bewegung abgeleitet ist die Prinz-Philip-Bewegung, die Prinz Philip, den Prinzgemahl der britischen Königin Elisabeth II., als eine Gottheit verehrt.

## Verwandte Kulte
Ein ähnlicher Kult, der Geistertanz, entstand aus dem Kontakt zwischen Indianern und Europäern im Nordamerika des späten 19. Jahrhunderts. Der Paiutenprophet Wovoka verkündete, dass durch eine bestimmte Art des Tanzes die Vorfahren auf Gleisen zurückkehren würden und dann eine neue Erde die „Weißen“ verschlingen würde.
Einige Indianer Amazoniens schnitzten hölzerne Modelle von Kassettenrecordern (gabarora von portugiesisch: gravadora), die sie verwendeten, um mit den Geistern in Verbindung zu treten. Der Ethnologe Marvin Harris hat Verbindungslinien von sozialen Mechanismen des Cargo-Kults zum Messianismus gezogen.

## Metaphorischer Begriffsgebrauch
Gelegentlich wird im englischen Sprachraum der Ausdruck „Cargo-Kult“ für oberflächliche Nachahmung äußerlicher Handlungsweisen erfolgreicher Menschen in Erwartung von Reichtum und Ansehen verwendet.
Als Cargo-Kult-Wissenschaft bezeichnete der Physiker Richard Feynman eine formell richtige, aber ansonsten sinnlose Arbeitsweise im Wissenschaftsbetrieb oder bei der Softwareentwicklung. Die Entsprechung in hierarchischen Systemen wird als Cargo-Kult-Management bezeichnet. Auch hier stehen formal richtige Vorgehensweise und zur Schau getragene Umtriebigkeit zur realen Wirkungslosigkeit des Handelns in einem (teilweise bizarren) Gegensatz.

## Filmische Darstellungen
- Ein Cargo-Kult wird in dem Film Mad Max – Jenseits der Donnerkuppel dargestellt: Eine Gruppe Jugendlicher versucht mit improvisierten Geräten und Ritualen einen Messias namens „Captain Walker“ zu rufen.
- In Mondo Cane von Gualtiero Jacopetti wird zum Filmende ein Cargo-Kult thematisiert.
- In Die Götter müssen verrückt sein sehen Einheimische im südlichen Afrika eine leere Colaflasche als Zeichen der Götter an.
- In Waterworld verehren Überlebende der Überflutung der Welt den Kapitän der Exxon Valdez, Joseph Hazelwood, als mythische Gestalt.